# Дом Августа
Дом Августа (лат. Domus Augusti, итал. casa di Augusto) — дом на холме Палатин в Риме, в котором, как принято считать, жил император Август.
Август поселился на Палатине ещё до того, как стал императором. Светоний сообщает, что Август жил на Палатине в доме Квинта Гортензия, переехав из своего прежнего жилища близ Римского форума. Затем Август купил у Гортензия этот дом (очень скромный, как подчёркивает Светоний). Позднее Август скупил прилегающие территории и в 36 году до н. э. заложил рядом с домом храм Аполлона Палатинского. К дому Августа примыкал дом его жены Ливии.
После пожара при Нероне верхние этажи дома были снесены, комплекс зданий перестроен и стал государственной собственностью.
В дом входили покои императора, библиотека, комнаты с фресками, изображающими богиню Кибелу, театральные маски, гирлянды. Комнаты были очень маленькими и скромными, тогда как в части дома, которая использовалась для общественных приёмов, были большие помещения, богато украшенные стукко и мрамором.
В центре ареала на месте поклонения Божественному Августу — Sacrarium Divi Augusti — был построен храм Цезарей (templum Divorum или aedes Caesarum) для поклонения императорской чете Августа и Ливии.
Тот факт, что Август облюбовал Палатин, определил дальнейшую судьбу этого холма, ставшего в дальнейшем местом императорских дворцов.
Большая часть дома не сохранилась. Первые раскопки начались в 1865 году, одновременно с раскопками дома Ливии.